# Daniel Kubeš
Daniel Kubeš (Praga, 7 de febrero de 1978) fue un jugador de balonmano checo y actual entrenador de balonmano. Su último equipo fue el MT Melsungen alemán y en la actualidad entrena al TV Emsdetten y a la Selección de balonmano de la República Checa.
Fue un componente habitual de la Selección de balonmano de la República Checa.

## Palmarés

### HK Drott
- Liga sueca de balonmano masculino (1): 2002

### Nordhorn-Lingen
- Copa EHF (1): 2008

### TBV Lemgo
- Copa EHF (1): 2010

### THW Kiel
- Liga de Alemania de balonmano (1): 2012
- Liga de Campeones de la EHF (1): 2012
- Mundialito de clubes (1): 2011
- Copa de Alemania de balonmano (2): 2011, 2012
- Supercopa de Alemania de balonmano (2): 2011, 2012

## Clubes

### Como jugador
| Club                     | País            | Año         |
| ------------------------ | --------------- | ----------- |
| HC Dukla Praga           | República Checa | 1996 - 2001 |
| HK Drott Halmstad        | Suecia          | 2001 - 2004 |
| TuS Nettelstedt-Lübbecke | Alemania        | 2004 - 2006 |
| HSG Nordhorn-Lingen      | Alemania        | 2006 - 2008 |
| TBV Lemgo                | Alemania        | 2008 - 2010 |
| THW Kiel                 | Alemania        | 2010 - 2012 |
| MT Melsungen             | Alemania        | 2012 - 2014 |

### Como entrenador
| Club/Selección  | País            | Año         |
| --------------- | --------------- | ----------- |
| TV Emsdetten    | Alemania        | 2014 - Act. |
| República Checa | República Checa | 2014 - Act. |